# Charles Henry Fernandez

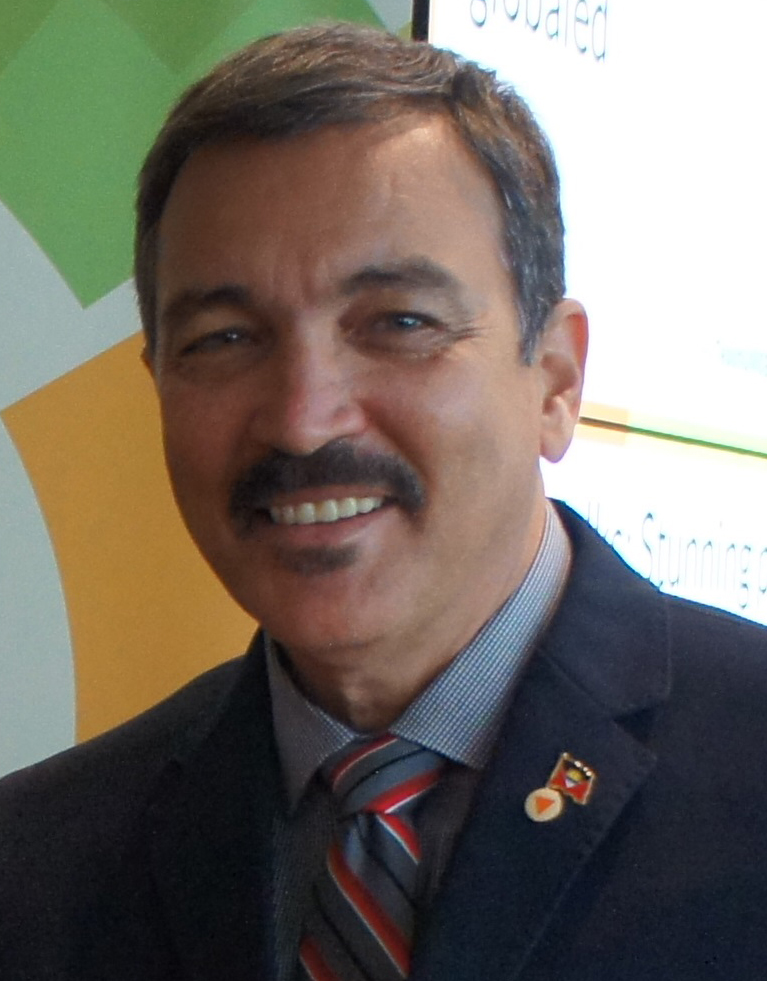
Charles Henry Fernandez

Charles Henry „Max“ Fernandez (* 24. Dezember 1954) ist ein aus Antigua und Barbuda stammender Politiker der Antigua Labour Party. Seit 2014 gehört er dem Repräsentantenhaus an.

## Leben
Aufgewachsen in Saint John’s, erlangte Fernandez einen Abschluss an der University of the West Indies. 1984 trat er in die Antigua Labour Party ein. 1995 wurde er vom damaligen Premierminister Lester Bird in den Senat von Antigua und Barbuda berufen. Den Posten eines Senators hatte er bis 2004 inne. In dieser Zeit war er unter anderem Mitglied und Vorsitzender des Komitees für Freihandel. Bei den Unterhauswahlen 2009 stellte ihn seine Partei als Kandidat im Wahlkreis St. John’s Rural North auf. Fernandez unterlag jedoch gegen den Amtsinhaber der United Progressive Party, Herbert John Maginley. Bei den Unterhauswahlen 2014 konnte er sich dann mit 60,55 % der Stimmen durchsetzen. Seitdem hat er das Amt des Außenministers inne. Fernandez ist verheiratet und Vater von drei Söhnen. Er lebt mit seiner Familie in seinem Wahlkreis.